# Johann Jakob Bachofen
Johann Jakob Bachofen (Bazel, 22 december 1815 - aldaar, 25 november 1887) was een Zwitsers rechtshistoricus, antropoloog en antiquair. Zijn bekendste werk is het boek Das Mutterrecht (1861) dat een grote invloed had op de beschouwing van en het onderzoek naar matriarchale samenlevingsvormen. Zijn kijk op vroege matriarchaten werd vooral onderbouwd met analyses van mythen en is in de laatste decennia bekritiseerd vanwege deze beperkte onderbouwing. 

## Moederrecht
Bachofen verdeelde de menselijke sociale geschiedenis in drie hoofdperiodes:
1. Het hetarisme. Een nomadische fase van promiscue omgang waarin mannen een vrij dominante rol speelden.
2. Het moederrecht. De fase waarin landbouw voorop stond. Er heerste moederrecht waarin op basis van matrilineaire afstammingsprincipes moeders, vrouwen steeds meer macht kregen.
3. De fase van patriarchaat waarin mannen de macht geleidelijk aan weer overnamen en het begin van de moderne samenleving.

Bachofen koppelde deze fases aan godsdienstige principes en goden.
De theorieën van Bachofen waren van sterke invloed op later ontwikkelde theorieën van Friedrich Engels en Lewis Henry Morgan. Ook mensen als Joseph Campbell, Julius Evola en Erich Fromm werden door hem geïnspireerd.